# Paul Dewar

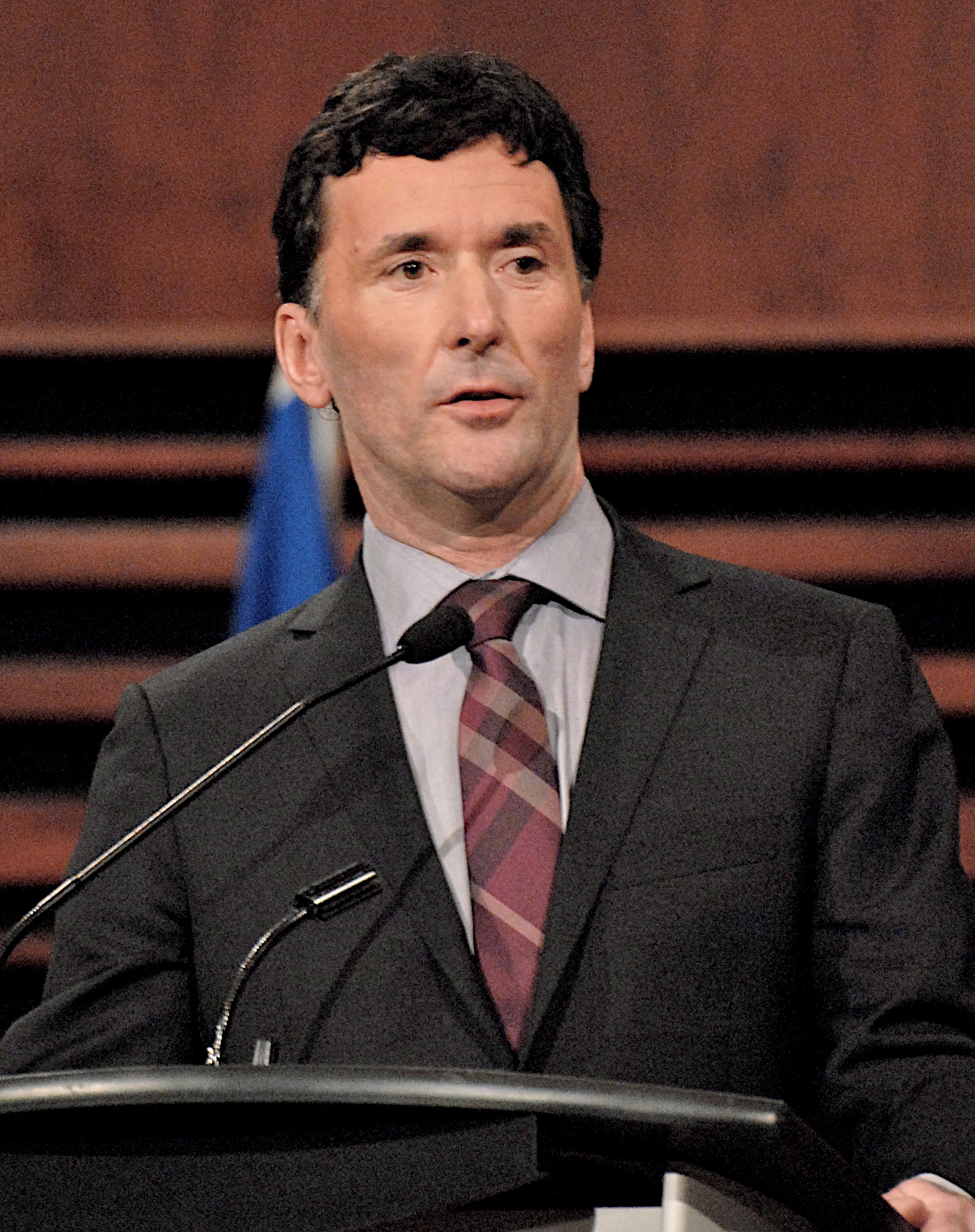
Paul Dewar (2012)

Paul Dewar (* 25. Januar 1963 in Ottawa, Ontario; † 6. Februar 2019) war ein kanadischer Lehrer und Politiker der Neuen Demokratischen  Partei.

## Leben
Dewar studierte an der Queen’s University in Ontario und an der Carleton University. Er war von 2006 bis 2015 Abgeordneter im Kanadischen Unterhaus für den Bundeswahlkreis Ottawa Centre. Dewar war verheiratet und hat zwei Kinder.